# Духовно-моральне виховання
Духо́вно-мора́льне виховання — виховання духовно-моральної людини.
У системі освіти цілеспрямований процес  взаємодії педагогів та вихованців, спрямований на формування гармонійної особистості, на розвиток її ціннісно-смислової сфери, за допомогою повідомлення їй духовно-моральних та базових національних цінностей. Під «духовно-моральними цінностями» розуміють основоположні у відносинах людей, до сім'ї та суспільства, принципи і норми, засновані на критеріях добра і зла, брехні та істини.

## Духовна складова
Поняття «духовність» не має єдиного тлумачення та різні мислителі визначали його по-різному.
Щодо духовно-морального виховання виділяють такі вищі духовні цінності:
1. індивідуально-особистісні (життя людини, права дитини, честь, гідність);
2. сімейні (батьки, сімейний лад, родовід сім'ї, її традиції);
3. національні (спосіб життя, поведінки, спілкування; Батьківщина, святині країни, національна геральдика, рідна мова, рідна земля, народна культура, єдність нації);
4. загальнолюдські (біосфера як місце існування людини, екологічна культура, світова наука і культура, світ на Землі і так далі).

## Об'єкти виховання
За словами вченого В. І. Павлова, духовно-моральне виховання особистості спрямоване на формування її:
- моральних почуттів — совісті, обов'язку, віри, відповідальності, громадянськості, патріотизму;
- морального образу — терпіння, милосердя, лагідності, незлобивості;
- моральної позиції — здібності до розрізнення добра і зла, прояву самовідданої любові, готовності до подолання життєвих випробувань;
- моральної поведінки — готовності служіння людям і Батьківщині, прояви духовної розсудливості, послуху, доброї волі.